# 胡市镇 (天门市)
胡市镇，是中华人民共和国湖北省天门市下辖的一个乡镇级行政单位。

## 行政区划
胡市镇下辖以下地区：
街道社区、六合村、董大村、代新村、张中村、一李村、东赵村、新民村、大兴村、五房村、程老村、程湖村、张大村、肖大村、公议村、汪刘村、熊上村、宋大村、胡市村、陈集村、前台村、蒿台村、曹李村、庄湾村和渔农村。